# مثبت الفولاذ

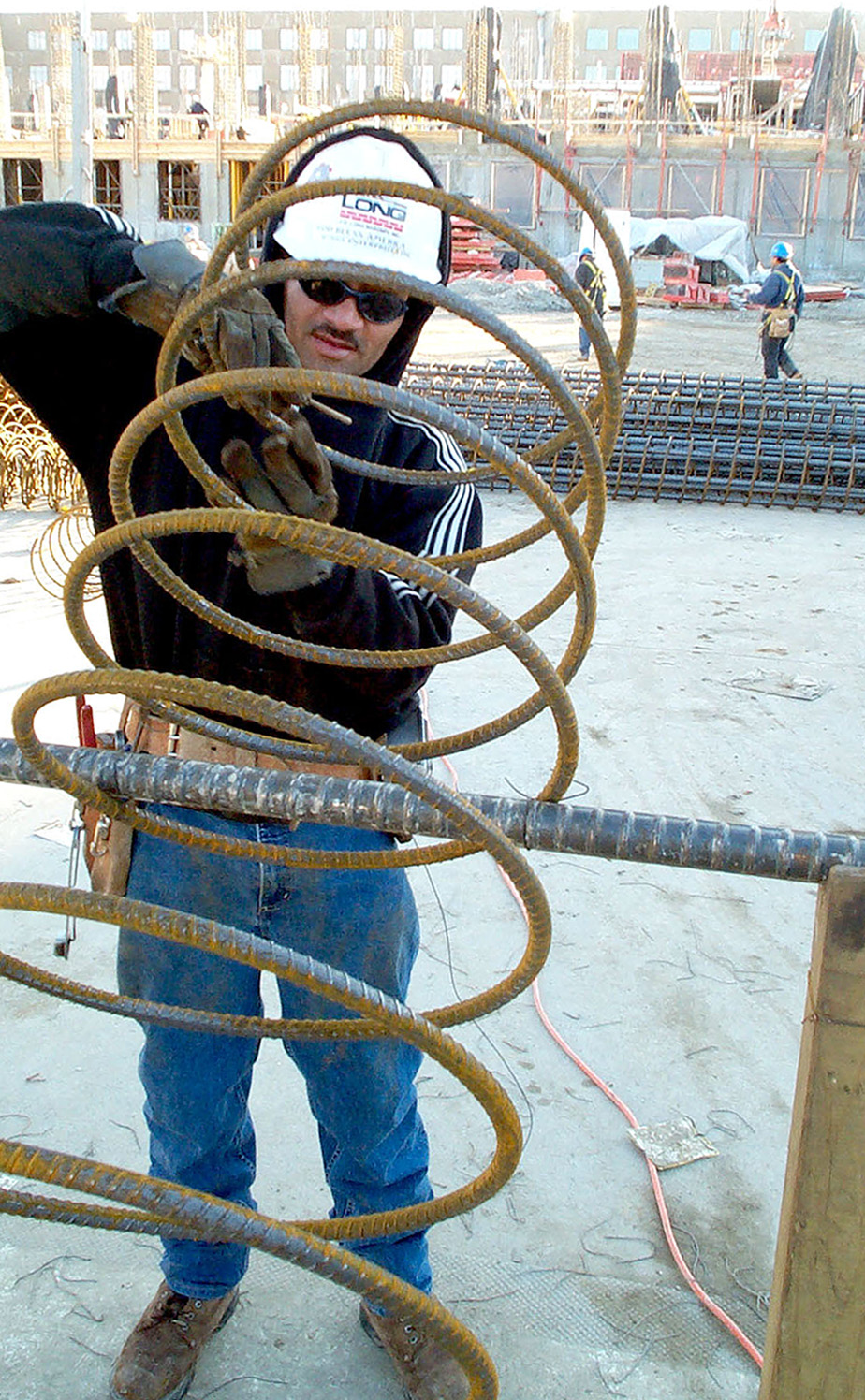
مثبت فولاذ في موقع الإنشاء.

مُثبت الفولاذ التاجر الذي يضع ويؤمن أسياخ حديد التسليح، وشبكة الفولاذ التي تُستخدم في الخرسانة المسلحة و المشاريع الإنشائية.
يشمل عمله أيضاً إتباع الرسومات الهندسية التي توضح نوع السيخ المُستخدم، المسافات بين الأسياخ والعمل المطلوب تنفيذه بأكمله. تُربط أسياخ الحديد معاً بسلك الذي يُقطع بواسطة زردية. مُثبتون مسئولون علي تحديد الغطاء الخرساني المطلوب.

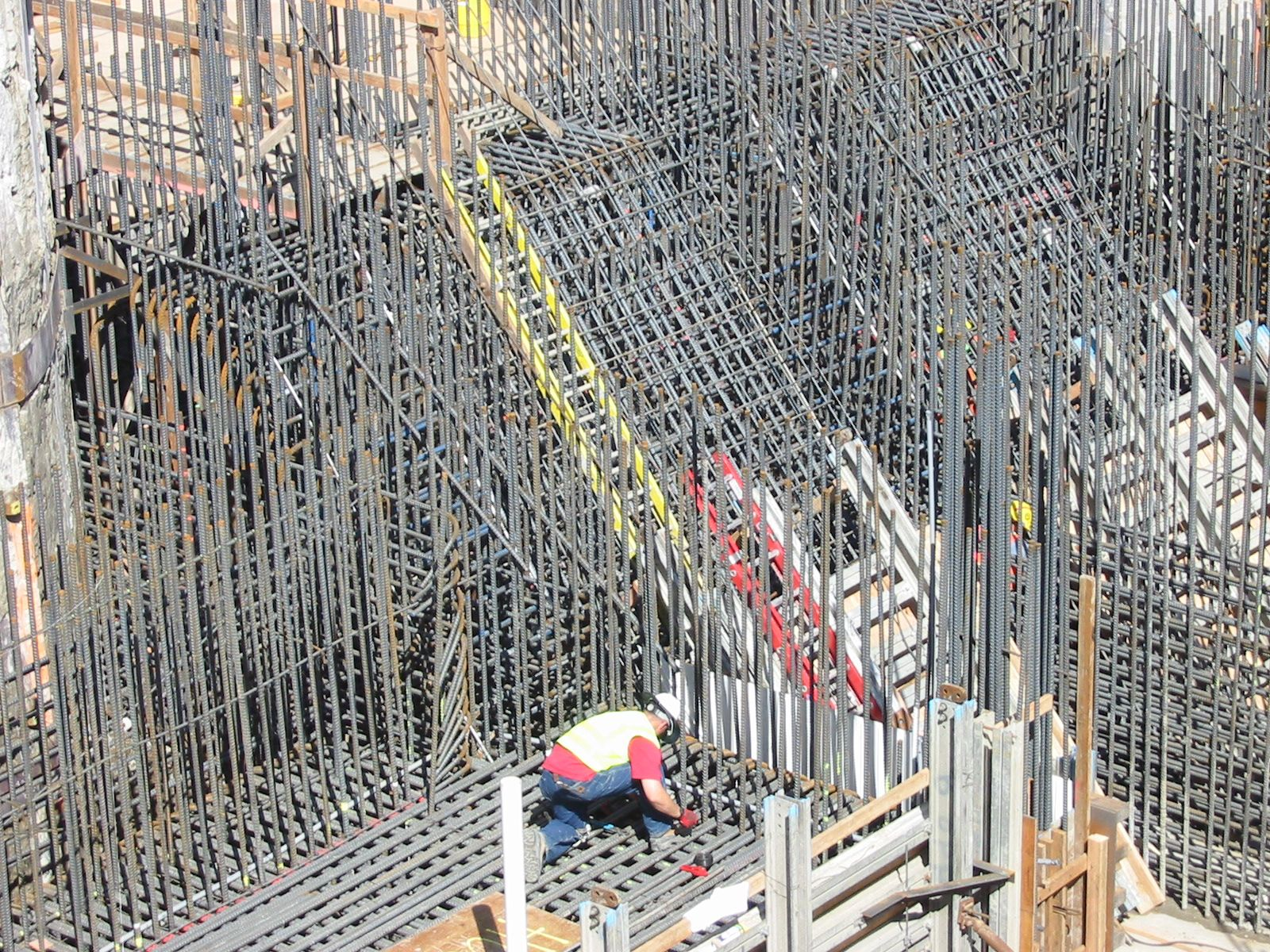
تثبيت حديد تسليح الأساسات.